# Claviger testaceus perezii
Claviger testaceus perezii é uma subespécie de insetos coleópteros polífagos pertencente à família Staphylinidae.
A autoridade científica da subespécie é Reitter, tendo sido descrita no ano de 1881.
Trata-se de uma subespécie presente no território português.